# Stadtgericht Köthen
Das Stadtgericht Köthen war ein erstinstanzliches Gericht im Herzogtum Anhalt-Köthen und danach im Herzogtum Anhalt-Dessau mit Sitz in Köthen.

## Geschichte
In Köthen, der Residenzstadt des Fürstentums Anhalt-Köthen bestand im HRR ein schriftsässiger Magistrat. Die Stadt verfügte aber über keine eigene Gerichtsbarkeit, diese wurden durch einen fürstlichen Stadtrichter ausgeübt. Im Jahre 1811 wurde nach französischem Vorbild Verwaltung und Justiz reformiert. Das Stadtgericht Köthen wurde aufgehoben und stattdessen ein Friedensgericht für die Stadt Köthen eingerichtet. Bereits 1812 wurde dieses wieder abgeschafft und einheitlich Justizämter gebildet. In der Stadt Köthen entstand so das Stadtgericht Köthen wieder. Es war erstinstanzliches Gericht in Straf- und Zivilsachen. Als Appellationsgericht diente die herzogliche Regierung in Köthen.

## Übergang an Anhalt-Dessau 1847
Im Jahre 1847 ging Anhalt-Köthen in Anhalt-Dessau auf, und die Gerichte wurden übernommen. Appellationsgericht war nun die herzogliche Regierung in Dessau.

## Neuorganisation 1849/50
Mit der Märzrevolution war eine umfassende Verwaltungs- und Justizreform verbunden. Die Trennung der Rechtsprechung von der Verwaltung wurde eingeführt und die Patrimonialgerichte abgeschafft. Die Verwaltungsaufgaben übernahmen die Kreisdirektionen und die Gerichtsfunktionen die Kreisgerichte und Kreisgerichtskommissionen.
Für die Justiz entstand so das Kreisgericht Köthen. Dieses war dem Oberlandesgericht Dessau in zweiter und Oberappellationsgericht Jena letzter Instanz übergeordnet. Die Verwaltungsaufgaben übernahm die Kreisdirektion Köthen.